# Prinsentheater
Het VRIJDAG Prinsentheater is een amateurtheaterpodium in de stad Groningen voor toneel, kleinkunst, dans en muziek. Het theater is gevestigd in een voormalig schoolgebouw aan de Noorderbuitensingel 11.

## Doelgroep en voorstellingen
De doelgroep van het theater is volwassenen, jongeren en kinderen. De voorstellingen lopen van drama tot absurde komedie, van ijzersterke, kwalitatief zeer hoogstaande en in den lande bejubelde producties, tot de eerste, aarzelende, goed bedoelde stappen van beginnende theatermakers op het Open Podium.
Over het algemeen organiseert het Prinsentheater alleen voorstellingen in de weekenden (vrijdag, zaterdag en zondag) en in de schoolvakanties (met uitzondering van de zomervakantie).

## Activiteiten
Het theater biedt onderdak aan jaarlijks terugkerende evenementen als de voorronde voor de Dag van het Levenslied (op Moederdag in Nijmegen) en verschillende theaterfestivals.
Amateurtheatergezelschappen uit stad en provincie kunnen het theater huren om hun kunsten te vertonen. Het theater ontplooit ook eigen activiteiten: in samenwerking met Theaterwerk NL zijn er maandelijks voorstellingen te zien uit het Landelijk Theater Circuit. De eerste zondag van iedere tweede maand is voor het Open Podium en elke vierde zondag van de maand wordt er een kindervoorstelling geprogrammeerd.

## Vrijwilligers
Het Prinsentheater werkt vooral met vrijwilligers, die onderverdeeld zijn in twee teams: het barteam en het techniekteam.

## Aanbod
Het theateraanbod van het theater is ruwweg te verdelen in drie categorieën: eigen programmering, verhuur en festivals.

### Eigen programmering
De eigen programmering wordt verzorgd door theatergezelschappen die hun kwaliteiten ruimschoots hebben bewezen. Zo haalt het Prinsentheater maandelijks via Theaterwerk NL het beste binnen wat er op nationaal amateurtheaterniveau te bieden is. Na deze circuitvoorstellingen volgt altijd een nabespreking, waarbij het publiek en de uitvoerenden onder leiding van de Provinciaal Theater Adviseur van gedachte kunnen wisselen (een must voor spelers die hun eigen spel willen verbeteren!)

### Festivals
Ook organiseert het Prinsentheater tweemaandelijks een Open Podium waar beginnende en gevorderde theatermakers hun nieuwe programma tonen.
Verder zijn er jaarlijks terugkerende evenementen zoals het Smartlappenfestival en het openingsfestival van het GCA (Gronings Centrum voor Amateurtoneel).

### Verhuur
Daarnaast wordt het Prinsentheater verhuurd. Meer dan honderd keer per seizoen stappen Groningse amateurtheatergezelschappen op het toneel om hun nieuwste stukken aan het publiek te tonen.

## Zalen
Het Prinsentheater heeft twee theaterzalen, de Grote Zaal en de Kleine Zaal, beide met 85 zitplaatsen. Beide zalen zijn technisch professioneel uitgerust, waarbij de apparatuur in de Grote Zaal uitgebreider is. Alleen de Kleine Zaal heeft een airco.

## Techniek
De hoogte van de zaal is 4,65 meter (vloer tot grid) en het speeloppervlak is 7,5 meter breed bij 8 meter diep, omgeven door donkerblauw theaterdoek. Het achterdoek hangt aan een rail en het zijdoek aan het grid. Er zijn drie opkomsten mogelijk: langs het midden van het achterdoek, linksachter en rechtsachter van het speelvlak.
Er zijn vier poten en een horizondoek beschikbaar. Een piano, beamer, rookmachine en een balletvloer zijn tegen een kleine vergoeding beschikbaar. De grootte van de deuren is 1,70 meter breed bij 2,40 meter hoog waarmee bij de aanvoer van decor rekening gehouden moet worden.